# Hamilton (Missouri)
Hamilton é uma cidade localizada no estado americano de Missouri, no Condado de Caldwell.

## Demografia
Segundo o censo americano de 2000, a sua população era de 1813 habitantes.
Em 2006, foi estimada uma população de 1803, um decréscimo de 10 (-0.6%).

## Geografia
De acordo com o United States Census Bureau tem uma área de
3,5 km², dos quais 3,5 km² cobertos por terra e 0,0 km² cobertos por água.

## Localidades na vizinhança
O diagrama seguinte representa as localidades num raio de 20 km ao redor de Hamilton.